# Cold wars
"Cold wars" es el cuarto episodio de Fugitivos y el decimoséptimo de la tercera temporada de serie estadounidense de drama y ciencia ficción, Héroes.

## Trama
Peter Petrelli, Matt Parkman y Mohinder Suresh planean drogar a Noah Bennet. Noah cae en el bar drogado, lo recogen y lo llevan a un hotel. Ya en el hotel Matt libera sus poderes telepáticos introduciéndose en la mente de Bennet, escudriñando su mente, viendo escenas de su pasado y descubriendo cada vez más cosas. Mohinder, al ver a Matt siendo tan frío y causándole tanto dolor al usar su habilidad, comienza a desconfiar de este e intenta ayudar a Bennet. Matt obtiene algo nuevo y le pide a Mohinder que vaya a una determinada dirección, pero este se niega a abandonarlo. Peter acepta ir sigilosamente y preparado al lugar. Una vez en el escondite de las armas los agentes lo descubren, pero  programa una bomba y escapa volando.
Danko comienza a desconfiar cada vez más de Nathan y lo demuestra a la hora de saber ciertas cosas personales sobre Nathan. Danko se entera de que Peter estuvo en el almacén de armas y con ello planean rastrearlo hasta su escondite.
Noah le recomienda a Matt y a Mohinder que huyan, pero Matt le exige que le diga para quién trabaja. Noah se opone y Matt se vuelve a meter en su mente descubriendo que Mohinder supo todo el tiempo que el gobierno los perseguiría, quien se justifica diciendo que nunca creyó que fuera cierto. Molesto, Matt empieza a pelear con Mohinder y durante su pelea Noah escapa, Matt y Mohinder comienzan a buscarlo y Noah alcanza un auto para tratar de salir pero es vuelto a apresar cuando Peter aterriza sobre el parabrisas. Matt, molesto por el acto de Noah, se vuelve a su mente, esta vez conociendo lo que buscaba anteriormente y Noah les asegura que Danko es muy peligroso.
Peter, una vez más, se ofrece ser el que salga mientras los otros se quedan averiguar algo más. Cuando llega al apartamento de Danko lo confronta y le dispara en el brazo, pero Nathan viene a salvarlo asegurándole a Peter que sus amigos serán capturados y Peter sale volando de ese lugar.
Matt y Mohinder no tardan en descubrir que los agentes están cada vez más cerca de ellos. Mohinder comienza a distraerlos usando sus poderes, mientras Matt hace un último intento por conseguir algo de la mente de Noah, descubriendo algo sin duda impactante para él. Mohinder es capturado, al igual que a Matt y este es escoltado caminando. Minutos después Peter salva a Matt evitando que los demás logren llevárselo. 
Danko custiona la lealtad de Noah, por su trabajo tras los acontecimientos, pero este le dice que no ocurrirá algo así. Después se ve a Noah mientras se sienta en un banco y habla con Angela Petrelli sobre su moralidad gris y los problemas que se le vienen encima.
Nathan va a amenazar de muerte a Mohinder a cambio de una propuesta de trabajo, mientras Matt pinta profecías que indican que él será el responsable de una explosión en Washington.

## Retrocesos
Los siguientes retrocesos van en un orden consecutivo:
- Es la jubilación de Noah y se reúne con Angela para discutir sobre la pérdida reciente de Primatech. Angela le dice que está cansada de todo eso, le regala a Noah un reloj y se marcha.

- Noah recibe la visita de Nathan, quien ha tomado la decisión de reclutarlo para su plan, asegurando que pueden excluir a Claire de dichos planes. Noah lo considera y le enseña a Nathan su depósito de armas.

- Noah conoce a Danko, con quien trata de estar de acuerdo a sus métodos de captura de súper dotados, sin embargo no sucede lo previsto y por último Noah se sube a un taxi cuyo conductor resulta ser Mohinder. Noah considera que Mohinder puede ser de gran ayuda para el proyecto y Mohinder lo piensa.

- Danko cita a Noah para conversar sobre la dedicación que le pondrán a su trabajo, pero le advierte que deberá de obedecer las órdenes bajo cualquier costo si quiere asegurar la seguridad de Claire.

- Noah camina por los pasillos cuando ve cómo Daphne está gritando de dolor y él se apresura a calmarla con un tranquilizante.[1][2]